# القرابة السودانية

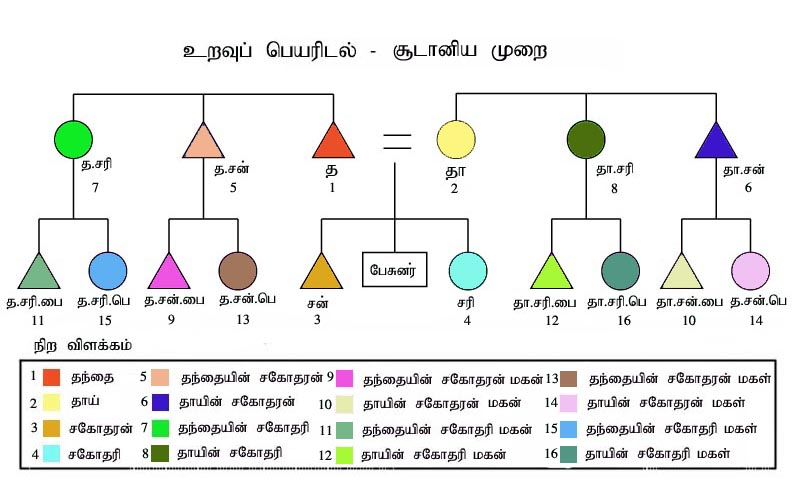

القرابة السودانية ، ويشار إليها أيضًا باسم النظام الوصفي ، هو نظام قرابة يستخدم لتحديد الأسرة. تم تحديده من قبل لويس هنري مورغان في عام 1871 في أنظمة عمل القرابة وتماسك الأسرة البشرية ، ويعتبر النظام السوداني أحد أنظمة القرابة الرئيسية الستة (إسكيمو، هاواي، إيروكوا، كرو، أوماها والسوداني).
نظام القرابة السوداني هو أكثر أنظمة القرابة تعقيدا. يحافظ على تعيين منفصل لكل من أقرباء الأنا تقريبًا، بناءً على بعدهم عن الأنا وعلاقتهم وجنسهم. يتميز والد الأناعن شقيق والد الأنا وعن شقيق والدة الأنا. تتميز أم الأنا بالمثل عن أخت أم الأنا وعن أخت والد الأنا بالنسبة لأبناء العم، هناك ثمانية مصطلحات محتملة.

## الاستخدام
تم تسمية النظام لشعوب جنوب السودان. نظام القرابة السوداني موجود أيضًا في الثقافات القديمة الناطقة باللاتينية  والأنجلو سكسونية. وهي موجودة اليوم بين الثقافات العربية والتركية. يميل إلى أن يتزامن مع النسب الأبوي، وغالبًا ما يقال أنه شائع في الثقافات المعقدة والمطبقة.

### المتغيرات
تتبع أقارب البلقان مثل البلغارية والصربية والبوسنية هذا النظام لأعمام مختلفة من الأبوين والأبوين ولكنهم ينهارون أخت الأم وأخت الأب في نفس مصطلح «العمة»، كما تنهار الكرواتية والمقدونية ذرية الأعمام في مصطلح واحد.
على الجانب الآخر، يضيف الصينيون بُعدًا إضافيًا للعمر النسبي. يتميز أشقاء الأنا الأكبر سنا عن الأصغر سنا، وكذلك أولئك من والدي الأنا. يجب على المرء تحديد ما إذا كان أقدم (على سبيل المثال الماندرين ē gēge) أو الأصغر (على سبيل المثال الماندرين 弟弟dìdi). وبالمثل، فإن مصطلح «العم» أو (على الأقل في بعض أصناف الصينية، بما في ذلك الماندرين) حتى «شقيق الأب» لا وجود له دون الالتفاف؛ يجب أن يحدد المتحدث إما «أخ الأب الأكبر» (على سبيل المثال الماندرين 伯伯bóbo) أو «الأخ الأصغر للأب» (على سبيل المثال الماندرين 叔叔شوشو). هذا ينطبق على كل من الأعمام والعمات، سواء الأبوين أو الأبوين.